# Oikopleura cophocerca
Oikopleura cophocerca es una de las especies que constituyen género Oikopleura de la familia Oikopleuridae. Es un organismo marino que forma parte del plancton de los mares tropicales.

## Descripción
El tronco es alargado presentando un contorno ligeramente arqueado. Las glándulas bucales son grandes. El endostilo es pequeño y a la misma distancia entre la boca y el ano. El ovario es bifurcado y localizado entre los dos testículos. La cola es  ancha y musculosa; en el notocordio se observa una sola hilera de células sub-cordales las cuales son de tamaño pequeño y globosas, localizadas en el lado derecho inferior de la cola.

## Distribución
Oikopleura cophocerca es una especie de aguas profunda, calídas y templadas de los océanos y mares del mundo. La especie ha sido señalada para aguas del Mar Caribe en las costas de México, Venezuela
En aguas del océano Atlántico  se le reportado para las costas del Brasil
En aguas del mar Mediterráneo
En las costas del océano Pacífico se le ha señalado en Chile, Japón.